# Bello (Spagna)
Bello è un comune spagnolo di 369 abitanti situato nella comunità autonoma dell'Aragona. Si trova nella comarca del Jiloca, che fa parte della provincia di Teruel.
Nel territorio comunale si trova parte della laguna di Gallocanta.
Il cardinale Juan Francisco Marco y Catalán nacque qui.

## Società

### Evoluzione demografica
| Andamento demografico del municipio tra il 1991 e il 2004 | Andamento demografico del municipio tra il 1991 e il 2004 | Andamento demografico del municipio tra il 1991 e il 2004 | Andamento demografico del municipio tra il 1991 e il 2004 | Andamento demografico del municipio tra il 1991 e il 2004 |
| --------------------------------------------------------- | --------------------------------------------------------- | --------------------------------------------------------- | --------------------------------------------------------- | --------------------------------------------------------- |
| 2005                                                      | 2004                                                      | 2001                                                      | 1996                                                      | 1991                                                      |
| 1334                                                      | 1351                                                      | 1369                                                      | 1411                                                      | 1474                                                      |